# ماگنوس هیرشفلد
ماگنوس هیرشفلد (آلمانی: Magnus Hirschfeld؛ زاده ۱۴ مهٔ ۱۸۶۸ درگذشته ۱۴ مهٔ ۱۹۳۵) یک سکسولوژیست و پزشک یهودی اهل آلمان بود.
هیرشفلد در رشته های فلسفه، زبان شناسی و پزشکی تحصیل کرده بود. او که مدافع صریح اقلیت های جنسی بود، کمیته علمی-بشردوستانه (اولین سازمان حمایت از حقوق ال جی بی تی)  و لیگ جهانی اصلاحات جنسی را تأسیس کرد. او فعالیت های خود را در برلین-شارلوتنبورگ در دوره وایمار پایه گذاری کرد.
داستین گلتز، مورخ، کمیته علمی-بشر دوستانه را به عنوان «اولین مدافعه از حقوق همجنس گرایان و ترنسسجندر ها» توصیف می کند. هیرشفلد به عنوان یکی از تأثیرگذارترین سکسولوژیست های قرن بیستم شناخته می شود.